# Ciclismo nos Jogos Pan-Americanos de 2019 - BMX corrida feminino
A competição da corrida do BMX feminino foi um dos eventos do ciclismo nos Jogos Pan-Americanos de 2019, em Lima. Foi disputada no Costa Verde San Miguel nos dias 8 e 9 de agosto.

## Calendário
Horário local (UTC-5).
| Data        | Horário | Fase         |
| ----------- | ------- | ------------ |
| 8 de agosto | 11:30   | Qualificação |
| 9 de agosto | 12:30   | Semifinal    |
| 9 de agosto | 14:00   | Final        |

## Medalhistas
| Ouro   | COL Mariana Pajón     |
| Prata  | BRA Paola Reis        |
| Bronze | VEN Stefany Hernández |

## Resultados

### Qualificação
| Colocação | Ciclista          | Nacionalidade      | Qualificação | Qualificação |
| Colocação | Ciclista          | Nacionalidade      | Tempo        |              |
| --------- | ----------------- | ------------------ | ------------ | ------------ |
| 1         | Mariana Pajón     | COL Colômbia       | 37.221       |              |
| 2         | Paola Reis        | BRA Brasil         | 38.367       |              |
| 3         | Stefany Hernández | VEN Venezuela      | 38.674       |              |
| 4         | Priscilla Stevaux | BRA Brasil         | 38.770       |              |
| 5         | Drew Mechielsen   | CAN Canadá         | 38.849       |              |
| 6         | Shanayah Howell   | ARU Aruba          | 39.233       |              |
| 7         | Domenica Azuero   | ECU Equador        | 33.698       |              |
| 8         | Daina Tuchscherer | CAN Canadá         | 40.136       |              |
| 9         | Sophia Foresta    | USA Estados Unidos | 40.266       |              |
| 10        | Gabriela Bolle    | COL Colômbia       | 40.390       |              |
| 11        | Karla Carrera     | ECU Equador        | 42.959       |              |
| 12        | Rocío Pizarro     | CHI Chile          | 44.650       |              |
| 13        | Andrea González   | GUA Guatemala      | 46.200       |              |
| 14        | Luciana Lecaros   | PER Peru           | 46.572       |              |

### Semifinal
As quatro primeiros ciclistas de cada grupo avançam para a final.
| Colocação | Bateria | Ciclista          | Nacionalidade      | Corrida 1    | Corrida 2    | Corrida 3  | Pontos | Notas |
| --------- | ------- | ----------------- | ------------------ | ------------ | ------------ | ---------- | ------ | ----- |
| 1         | 1       | Mariana Pajón     | COL Colômbia       | 37.499(1)    | 37.780 (1)   | 36.843 (1) | 3      | Q     |
| 2         | 1       | Priscilla Stevaux | BRA Brasil         | 37.684 (2)   | 37.915 (2)   | 37.454 (2) | 9      | Q     |
| 3         | 1       | Daina Tuchscherer | CAN Canadá         | 39.225 (4)   | 39.222 (3)   | 38.962 (3) | 10     | Q     |
| 4         | 1       | Drew Mechielsen   | CAN Canadá         | 38.134 (3)   | 1:47.314 (7) | 38.832 (4) | 14     | Q     |
| 5         | 1       | Sophia Foresta    | USA Estados Unidos | 40.018 (5)   | 39.533 (4)   | 39.587 (5) | 14     |       |
| 6         | 1       | Rocío Pizarro     | CHI Chile          | 44.421 (6)   | 44.915 (5)   | 45.171 (6) | 17     |       |
| 7         | 1       | Andrea González   | GUA Guatemala      | 45.952 (7)   | 46.548 (6)   | 47.341 (7) | 20     |       |
| 1         | 2       | Paola Reis        | BRA Brasil         | 38.628 (3)   | 38.086 (1)   | 37.467 (1) | 5      | Q     |
| 2         | 2       | Stefany Hernández | VEN Venezuela      | 38.331 (1)   | 38.141 (2)   | 38.414 (2) | 5      | Q     |
| 3         | 2       | Shanayah Howell   | ARU Aruba          | 38.565 (2)   | 38.478 (3)   | 38.608 (4) | 9      | Q     |
| 4         | 2       | Gabriela Bolle    | COL Colômbia       | 39.208 (4)   | 38.979 (4)   | 38.579 (3) | 11     | Q     |
| 5         | 2       | Karla Carrera     | ECU Equador        | 42.557 (5)   | 42.497 (5)   | 42.772 (5) | 15     |       |
| 6         | 2       | Luciana Lecaros   | PER Peru           | 45.465 (6)   | 45.541 (6)   | 45.334 (6) | 18     |       |
| 7         | 2       | Domenica Azuero   | ECU Equador        | 1:15.886 (7) | DNS (9)      | DNS (9)    | 25     |       |

### Final
| Colocação         | Ciclista          | Nacionalidade | Tempo  | Diferença | Notas |
| ----------------- | ----------------- | ------------- | ------ | --------- | ----- |
| Medalha de ouro   | Mariana Pajón     | COL Colômbia  | 36.323 | -         |       |
| Medalha de prata  | Paola Reis        | BRA Brasil    | 37.583 | +1.260    |       |
| Medalha de bronze | Stefany Hernández | VEN Venezuela | 38.106 | +1.783    |       |
| 4                 | Priscilla Stevaux | BRA Brasil    | 38.122 | +1.799    |       |
| 5                 | Shanayah Howell   | ARU Aruba     | 38.630 | +2.307    |       |
| 6                 | Gabriela Bolle    | COL Colômbia  | 38.877 | +2.554    |       |
| 7                 | Drew Mechielsen   | CAN Canadá    | 39.054 | +2.731    |       |
| 8                 | Daina Tuchscherer | CAN Canadá    | 39.601 | +3.278    |       |

Legenda
| Recorde mundial                  | Recorde mundial (World record)               |                       | Recorde africano                      | Recorde africano (African) |                                           | Q | Classificado por posição (Qualified) |
| Recorde dos Jogos Pan-Americanos | Recorde pan-americano (Pan-American record)  | Recorde da América    | Recorde da América (Americas)         | q                          | Classificado por melhor tempo (Qualified) |   |                                      |
| Melhor marca do ano              | Melhor marca do ano (World leading)          | Recorde asiático      | Recorde asiático (Asian)              | DNS                        | Não largou (Did not start)                |   |                                      |
| Recorde nacional                 | Recorde nacional (National record)           | Recorde europeu       | Recorde europeu (European)            | DNF                        | Não terminou (Did not finish)             |   |                                      |
| Recorde pessoal                  | Recorde pessoal do atleta (Personal best)    | Recorde da Oceania    | Recorde da Oceania (Oceania)          | DSQ / DQ                   | Desclassificado (Disqualified)            |   |                                      |
| Recorde da temporada             | Recorde da temporada do atleta (Season best) | Recorde sul-americano | Recorde sul-americano (South America) | NM                         | Sem marca (No mark)                       |   |                                      |